# Conus tessallatus
Conus tessallatus é uma espécie de gastrópode do gênero Conus, pertencente a família Conidae.